# Narsarsuaq
Narsarsuaq er en bygd beliggende i Kujalleq Kommune på Grønlands sydspids. I 2010 var der 158 indbyggere (123 - 2020), hvoraf næsten alle var beskæftigede med driften af Narsarsuaq Lufthavn eller servicefaciliteterne
Byens navn betyder "den store slette" på grønlandsk.

## Historie
I 1941 byggede USA en luftbase i Narsarsuaq kaldet Bluie West One (BW1). Tusindvis af fly brugte BW1 som et springbræt på vej fra flyets fabrikker i Nordamerika til slagmarkerne i Europa under 2. verdenskrig. Efter krigens afslutning fortsatte USA med at udvide BW1. Den blev senere overflødeliggjort med udviklingen af lufttankning og opførelsen af den større Thule Air Base i det nordlige Grønland. I 1951 blev det aftalt, at Danmark og USA i fællesskab skulle overvåge luftbasen. I 1958 lukkede USA basen, men den blev genåbnet det følgende år af den danske regering efter tabet af fartøjet M/S Hans Hedtoft. 
Ruinerne af et tidligere militærhospital kan stadig findes i nærheden af bygden.

## Transport
Narsarsuaq Lufthavn er hovedlufthavn i Sydgrønland og en af fire internationale lufthavne på Grønland. Udover almindelig rutetrafik anvendes den af mindre fly, som ikke kan klare turen mellem Nordamerika og Europa i et stræk. 
Narsarsuaq er også et populært turistmål på grund af nærheden til Erik den Rødes boplads med den første kristne kirke på det amerikanske kontinent i det nuværende Qassiarsuk. Fra Narsarsuaq kan man også sejle til Igaliku med ruinerne af nordboernes domkirke Gardar. Det er desuden muligt at gå gennem Blomsterdalen til Den døde bræ. I Narsarsuaq ligger en del af Københavns Universitets "Det grønlandske arboret", hvor man eksperimenterer med skovplantning.